# Дерев'яна коробочка
Дерев'яна коробочка (відома також під англійською назвою woodblock) — один із стародавніх ударних музичних інструментів, поширених серед народів Далекого Сходу, Африки і Південної Америки. Має багато різновидів і типів. Найвідомішою є китайська дерев'яна коробочка — прямокутний брусок з дзвінкого, добре висушеного дерева розміром 11×8×5 см. З одного його боку, ближче до верхньої частини бруска, видовбано глибоку щілину шириною в 1 см. Грають на коробочці дерев'яними паличками, вдаряючи по верхній частині інструмента, підкреслюючи відповідний ритмічний малюнок. Звук сильний, клацальний, видобується дерев'яними паличками.

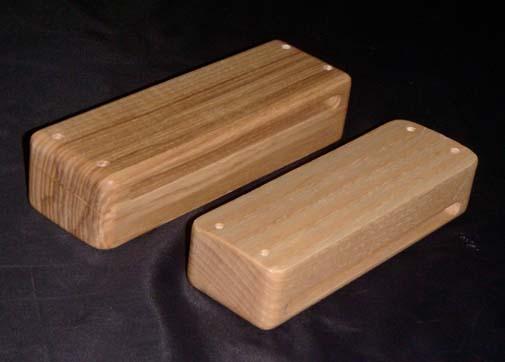
Дерев'яні коробочки